# 儀式魔法
儀式魔法（英語：ritual magic, ceremonial magic），或稱高等魔法（英語：high magic），指是必須在特定時節舉行，使用特定素材並依照某些特定儀式來舉行的魔法，如以諾魔法，以及泰勒瑪、卡巴拉密教、黃金黎明協會的儀式。

## 外部連結
女巫的一千零一夜：https://witchscoven1001.pixnet.net/blog （页面存档备份，存于）